# Manta (Automarke)
Manta war eine britische Automarke.

## Markengeschichte
A. Harrington (je nach Quelle Adrian oder Aidan), der zuvor bei Connaught Cars tätig war, und Roy King gründeten 1969 das Unternehmen Power on Wheels in Send und begannen mit der Produktion von Automobilen und Kits. Ein Modell trug den Markennamen Manta. 1971 endete die Produktion bei Power on Wheels. JB Developments setzte die Produktion von 1972 bis 1976 fort. Volkscare & Custom aus Horsham von 1986 bis 1987 und GT Mouldings aus Portslade von 1987 bis 2003 waren die nächsten Hersteller. Martyn und Rob Falk von KMR Beach Buggies aus Birmingham setzten die Produktion bis 2008 fort. Insgesamt entstanden etwa 305 Exemplare.
Der Export erfolgte nach Belgien, Niederlande, Malta, auf Korfu, auf die Kanarischen Inseln, nach Island und in den Fernen Osten.

## Fahrzeuge
Das einzige Modell war der Manta Ray. Dies war ein VW-Buggy. Dieses Fahrzeug basierte auf einem gekürzten Fahrgestell vom VW Käfer. Von der ersten Ausführung entstanden in acht Monaten 40 Exemplare. Die zweite Ausführung erschien im August 1970 und verkaufte sich mit 250 Exemplaren besser. 1987 erschien die dritte Ausführung, von der etwa 30 Kits entstanden.